# Yelicones pocsi
Yelicones pocsi är en stekelart som beskrevs av Papp 1991. Yelicones pocsi ingår i släktet Yelicones och familjen bracksteklar. Inga underarter finns listade i Catalogue of Life.